# Тип 60 (САУ)
Самоходное безоткатное орудие Тип 60 (яп. 60式自走無反動砲 roku-maru-shiki-jisou-muhandou-hou) — японская самоходная артиллерийская установка (САУ) 1950-х годов, класса противотанковых САУ. Была разработана в 1954—1960 годах, вскоре после воссоздания сухопутных сил самообороны Японии, и принята на вооружение в 1963 году.
САУ была сходной по концепции с разработанной в тот же период в США САУ «Онтос». Серийное производство Типа 60 велось фирмой «Комацу» с 1960 по 1979 год, всего было выпущено 223 (по другим источникам, 252) САУ этого типа. Совершенствование брони танков сделало её в дальнейшем устаревшей и количество Тип 60 в войсках постепенно сокращается, но тем не менее, по состоянию на 2007 год, 100 из них всё ещё остаются на вооружении.

## История создания и производства

### Модификации
- SS1 — предсерийный прототип (изготовлена одна машина), разработанный в конце 1956 года корпорацией «Комацу»; основным вооружением являлись два 105-мм безоткатных орудия[2].
- SS2 — предсерийный прототип (изготовлена одна машина), разработанный в конце 1956 года корпорацией «Мицубиси»; основным вооружением являлись два 105-мм безоткатных орудия[2].
- SS3 — предсерийный прототип, основным вооружением которого являлись четыре безоткатных орудия[2].
- SS4 — предсерийный прототип (изготовлено три машины), разработанный в 1959 году корпорацией «Комацу»[2].
- «тип 60» модель А — базовый вариант, серийно производившийся в 1960—1967 годы[2] (также известен под наименованием «60 SPRR»)[3].
- «тип 60» модель B — улучшенная модель, производившаяся после 1967 года[2].
- «тип 60» модель С — модификация 1974 года, с новым двигателем[2].

## Конструкция

### Броневой корпус
Боевое отделение размещено в кормовой части машины и несколько возвышается над передней частью корпуса, силовое отделение — в передней части машины. Люк механика-водителя расположен слева в лобовом листе боевого отделения.

### Вооружение
Основным вооружением САУ являются два модифицированных американских безоткатных орудия M40, которые смонтированы открыто на вращающейся платформе и смещены вправо от средней линии корпуса. Командир машины, который одновременно выполняет функции наводчика, наводит орудия на цель с помощью оптического прицела. Штатный боекомплект составляет шесть выстрелов.
В качестве дополнительного вооружения на САУ установлен 12,7-мм пулемёт M8C.

### Двигатель и ходовая часть
САУ создана на специально разработанной бронированной гусеничной базе.
Первоначально, на САУ устанавливали шестицилиндровый дизельный двигатель воздушного охлаждения Komatsu 6T 120-2, в период после 1974 года — четырехцилиндровый дизельный двигатель воздушного охлаждения Komatsu SA4D105.
Ходовая часть состоит из пяти опорных катков и металлической гусеницы. Ведущие колеса переднего расположения.

## На вооружении
- Япония — 100 единиц, по состоянию на 2007 год[4]